# Paulo Assunção da Silva
Paulo Assunção da Silva (nascut el 25 de gener de 1980 a Várzea Grande), més conegut com a Paulo Assunção és un futbolista brasiler.
El 27 d'agost de 2009 jugà com a titular el partit de la Supercopa d'Europa 2010 en què l'Atlètic de Madrid es va enfrontar a l'Inter de Milà, i va guanyar el títol, per 2 a zero.

## Palmarès

### Porto
- Lliga portuguesa: 2005–06, 2006–07, 2007–08
- Copa portuguesa: 2005-06
- Supercopa Cândido de Oliveira: 2005

### Atlètic de Madrid
- Lliga Europa de la UEFA (2009-10)
- Supercopa d'Europa de futbol (2010)[2]